# Imre Koszta
Imre Koszta (8 maggio 1905 – ...) è stato un calciatore ungherese, di ruolo attaccante.

## Carriera
Dopo gli esordi in Italia con la Valenzana, debutta in massima serie con l'Alessandria nella stagione 1926-1927, disputando 18 gare e segnando 3 reti.
Successivamente torna in Ungheria, dove vince con il Ferencváros la Coppa dell'Europa Centrale 1928 e la Coppa d'Ungheria sempre nel 1928, e vince con l'Újpest il titolo nazionale nella stagione 1929-1930.

## Palmarès

### Giocatore

#### Competizioni nazionali
- Campionato ungherese: 2

Ferencvaros: 1927-1928
Újpest: 1929-1930
- Coppa d'Ungheria: 1

Ferencvaros: 1927-1928

#### Competizioni internazionali
- Coppa dell'Europa Centrale: 2

Ferencvárosi FC: 1928
Újpesti FC: 1929
- Coupe des Nations: 1

Újpest: 1930